# Осинцев, Михаил Александрович
Михаил Александрович Осинцев (9 [22] октября 1907, Шафраново, Уфимская губерния — 3 июня 1968, Ленинград) — советский железнодорожник, начальник Октябрьской железной дороги, ректор ЛИИЖТа (1965—1968); Герой Социалистического Труда (1959).

## Биография
Родился 22 октября 1907 года в селе Шафраново Белебеевского уезда Уфимской губернии (ныне Альшеевского района Республики Башкортостан). Русский. В 1925 году окончил среднюю школу.

Могила Осинцева на Богословском кладбище Санкт-Петербурга.

Трудовую деятельность начал помощником машиниста, а затем машинистом водокачки на Рязано-Уральской железной дороге. В 1930 году Дорпрофсожем этой дороги в счет профтысячи был направлен учиться в Ленинградский институт инженеров путей сообщения, эксплуатационный факультет которого в 1935 году окончил.
Далее трудился на Омской железной дороге, где последовательно прошел путь от старшего инженера до первого заместителя начальника дороги. В 1948 году был назначен начальником Львовской железной дороги.
В 1949 году принял руководство Октябрьской железной дорогой. Под его руководством дорога «возродилась из послевоенного пепла» и стала лучшей на сети по главным показателям. Руководил магистралью 12 лет.
В 1962—1965 годах — советник Правительства Чехословацкой ССР по вопросам работы железнодорожного транспорта.
В 1965 году М. А. Осинцев был назначен ректором Ленинградского института инженеров железнодорожного транспорта. В 1967 году утвержден в ученом звании доцента по кафедре «Железнодорожные станции и узлы» и избран заведующим кафедрой «Организация грузовой и коммерческой работы». В это же время руководил работой Объединенного научно-исследовательского института (ОНИИ), созданного в 1964 году в результате совместной работы ученых ЛИИЖТа и специалистов Октябрьской железной дороги. Институт стал научным центром Октябрьской железной дороги, а железная дорога — крупнейшим экспериментально-производственным полигоном вуза, способствующим быстрому внедрению научных разработок. М. А. Осинцев был одним из инициаторов внедрения скоростного движения на Октябрьской железной дороге. Была проведена теоретическая и практическая подготовка к введению на линии Ленинград-Москва обращения пассажирского поезда ЭР-200.
Жил и работал в Ленинграде. Скончался 3 июня 1968 года. Похоронен на Богословском кладбище в Санкт-Петербурге.

## Награды
- два ордена Трудового Красного Знамени (2.08.1942; 6.08.1952)
- два ордена Ленина (29.07.1945; 21.06.1957)
- Герой Социалистического Труда (орден Ленина и золотая медаль «Серп и Молот»; 1.8.1959) — за выдающиеся успехи, достигнутые в развитии железнодорожного транспорта
- медали, в том числе:
  - «За трудовую доблесть» (16.7.1951).